# Cedric Allingham

Peter Davies trong vai 'Cedric Allingham' tạo dáng với kính viễn vọng của Patrick Moore. Bức chân dung duy nhất được biết đến của tác giả, lấy từ trong cuốn sách Flying Saucer from Mars

Cedric Allingham (sinh ngày 27 tháng 6 năm 1922) là một nhà văn hư cấu người Anh nổi tiếng về cuốn sách mang tên Flying Saucer from Mars (Đĩa bay từ Sao Hỏa) năm 1954 đã gặp viên phi công lái phi thuyền đến từ Sao Hỏa. Có người suy đoán rằng câu chuyện của Allingham là bịa đặt và bản thân Allingham chưa bao giờ tồn tại. Ba thập kỷ sau, trò lừa bịp phức tạp được tiết lộ là do nhà thiên văn học người Anh Patrick Moore và người bạn tên là Peter Davies gây ra.

## Hồi ký
Cuốn sách của Allingham nói rằng ông sinh năm 1922 tại Bombay, và được giáo dục ở Anh và Nam Phi. Ông từng theo học ngành thiên văn nghiệp dư trong khi được đưa đến vùng Trung Đông với RAOC, và sau đó đi du lịch vòng quanh nước Anh để thỏa mãn sở thích ngắm chim và các kỳ nghỉ bằng xe lữ hành trong khi kiếm sống bằng nghề viết truyện giật gân.

## Chứng kiến UFO
Allingham kể lại rằng vào ngày 18 tháng 2 năm 1954, khi đang đi nghỉ ở gần Lossiemouth, ông bắt gặp một chiếc đĩa bay và liên lạc với viên phi công bằng cách ra dấu tay và thần giao cách cảm. Phi hành gia ám chỉ mình đến từ Sao Hỏa, và anh ta cũng đã đến thăm Sao Kim và Mặt Trăng. Để làm bằng chứng hỗ trợ, Allingham đã chụp một số bức ảnh mờ về chiếc đĩa bay và một trong những người lái đĩa bay đó, được chụp từ phía sau. Ông cũng cho biết một ngư dân tên là James Duncan đã chứng kiến sự kiện này từ một ngọn đồi gần đó, cung cấp một bản tuyên bố có chữ ký được tái hiện trong cuốn sách.
Ra mắt ngay sau những tuyên bố ấn tượng của người tiếp xúc UFO George Adamski, cuốn sách của Allingham đã thu hút một lượng lớn sự chú ý của giới truyền thông và đại chúng. Tờ TIME đã dành một đoạn ngắn cho nó vào đầu năm 1955. Nhận xét rằng bức ảnh của Allingham về một người Sao Hỏa trông "rất giống một chủ trại nhỏ với những dây đeo quần lòng thòng", nhà văn nói thêm:
| “ | Các phi hành gia vĩ đại nhất nước Anh, những người tôn sùng thước loga của Hiệp hội Liên Hành tinh Anh, ủng hộ nhãn "khoa học" của cuốn sách. Một cách lịch sự, họ cho rằng Tác giả Allingham có trí tưởng tượng rất nhạy cảm hoặc ai đó đã chơi khăm ông một cách công phu. Nhưng Allingham, hiện đang điều trị phổi tại một viện điều dưỡng Thụy Sĩ, chẳng mấy quan tâm nếu các nhà phê bình chỉ ra rằng những bức ảnh chiếc đĩa đã bị làm giả trong quá khứ với chụp đèn, nắp thùng rác và những cái đĩa bay ngắm bắn được tung lên không trung. Những cuốn sách như vậy rõ ràng là câu trả lời cho niềm khao khát kỳ diệu sâu sắc và lan rộng của ông. | ” |

## Lảng tránh
Các thành viên của các câu lạc bộ đĩa bay nổi tiếng vào thời điểm đó đã cố gắng phỏng vấn Allingham, nhưng cả ông và James Duncan đều tỏ ra hay lảng tránh một cách đáng kể. Allingham được cho là đã thuyết trình trước một nhóm UFO ở Tunbridge Wells, mà Lord Dowding (nguyên Thượng tướng Không quân của Không quân Hoàng gia Anh trong Thế chiến II và là một tín đồ nổi tiếng về UFO) tuyên bố rằng ông đã có mặt: "Chúng tôi đưa ngài Cedric Allingham [...] đến thuyết trình cho Câu lạc bộ Đĩa bay địa phương của chúng tôi, và tất cả chúng tôi đều rất ấn tượng rằng ông ấy đã nói sự thật về những trải nghiệm thực tế của mình, mặc dù chúng tôi cảm thấy rằng ông ấy có thể đã nhầm lẫn trong một số kết luận mà ông ấy rút ra từ buổi phỏng vấn". Nhà văn Robert Chapman cố gắng lần theo dấu vết của Duncan, và liên hệ với Allingham thông qua các nhà xuất bản của mình, trước tiên nói rằng Allingham đang được điều trị y tế ở Thụy Sĩ, và sau đó ông ta đã chết ở đó. Chapman chỉ có thể xác nhận rằng Allingham từng có buổi diễn thuyết được đề cập trước đó ở Sussex, tại đó phát thanh viên nổi tiếng, nhà thiên văn học và nhà hoài nghi UFO Patrick Moore tuyên bố đã gặp được ông ấy. Không thể xác định được vị trí của Duncan hay Allingham, và do đó nghi ngờ một số hình thức chơi khăm, Chapman đã kết luận một cách tiếc nuối rằng "nếu không có James Duncan và [do đó] không có du khách đến từ Sao Hỏa, có lẽ cũng không có Cedric Allingham".

## Bật mí trò lừa bịp
Bí ẩn cuối cùng được làm sáng tỏ vào năm 1986 do kết quả nghiên cứu của Christopher Allan và Steuart Campbell được công bố trên tạp chí Fortean hoài nghi Magonia. Trong bài viết "Flying Saucer from Moore's?" (Đĩa bay từ Moore?), họ cho rằng văn xuôi trong cuốn sách của Allingham cho thấy những điểm tương đồng đáng kể với cách viết của nhà thiên văn học nổi tiếng Patrick Moore. Nhờ có thêm những câu hỏi liên quan đến nhà xuất bản của Allingham, họ đã có thể lần ra một người bạn của Moore tên là Peter Davies, người đã thừa nhận rằng anh ta đã viết cuốn sách với một cá nhân khác mà anh ta giấu tên. Davies cũng tuyên bố rằng cuộc nói chuyện tại câu lạc bộ UFO do "Allingham" đưa ra thực chất là do chính anh ta đưa ra khi đang mang bộ ria mép giả. Moore đã thừa nhận đã được Lord Dowding mời làm khách mời trong cuộc họp này. Những manh mối này và những manh mối khác khiến Allan và Campbell xác định Patrick Moore là thủ phạm chính trong trò lừa bịp, nhằm mục đích vạch trần sự cả tin và phương pháp nghiên cứu phi lý của các nhà UFO học người Anh. Cụ thể, cuốn Flying Saucer from Mars Đĩa bay từ Sao Hỏa) dường như nhại lại Flying Saucers Have Landed Đĩa bay hạ cánh), cuốn sách năm 1953 do George Adamski nói trên chấp bút với sự cộng tác của Desmond Leslie.
Các bài báo khác về sự tham gia của Moore đã xuất hiện trên tờ "The Star", ngày 28 tháng 7 năm 1986 và trang 'Phản hồi' của tờ "New Scientist", ngày 14 tháng 8 năm 1986.
Thế nhưng, Moore ngay lập tức phủ nhận trách nhiệm về cuốn sách của Allingham, và đe dọa sẽ có hành động pháp lý chống lại bất kỳ ai đề nghị khác, dù ông ấy không có hành động như vậy đối với bất kỳ bài báo nào trong ba bài báo nêu trên. Moore, người đã qua đời vào năm 2012, chưa bao giờ xác nhận mình có dính líu vào vụ này, mặc dù kính viễn vọng, tán lá nền và một phần nhà kho hiện ra trong bức chân dung của cuốn sách về Allingham có sự tương đồng đáng kể với kính viễn vọng phản xạ 12½-inch rong khu vườn của chính Moore, như được hiển thị trong một bức ảnh từ cuốn Observer Book of Astronomy (Sách Thiên văn học của Người Quan sát) của Moore, ấn bản năm 1971, và trong cảnh quay của phim.